# 情人别为我哭泣
《情人别为我哭泣》（義大利語：Trasgredire）是一部2000年上映的性喜剧電影，由丁度·巴拉斯执导，尤莱亚·玛姬裘克担任女主角。

## 剧情
卡拉（尤莱亚·玛姬裘克 饰）是一个年轻性感的漂亮姑娘，她在一家伦敦酒店前台的担任实习生。她的男朋友马泰奥（雅诺·贝拉尔迪饰）即将远行。为了留住男友，卡拉前往房地产中介公司想要买下一套公寓。双性恋的房地产经纪人莫伊拉（ 弗朗西斯卡·努兹 饰）租给她一间可以看到泰晤士河的阁楼，条件是做“亲密无间”的事情。卡拉也被经纪人所吸引。
而在另一边，即将离开的马泰奥决定带走卡拉的一条内裤作为纪念，没想到发现卡拉的裸照和她的法国前情人伯纳德（莫罗·洛伦兹 饰）的来信，于是卡拉和马泰奥在电话里发生了争执。
妒火中烧的马泰奥找到卡拉想要把事情问个究竟，却看到卡拉和莫尤拉已经打得火热了。质问卡拉过去的不忠行为，并拒绝了她在离开前为他口交的提议。在公园散步后，他观察到很多性活动，他改变了主意。重新想起了卡拉的优点，而此时，卡拉也对自己的行为进行了反思，一通电话之后，两个年轻人重归于好。

## 制作
在制作过程中，尤莱亚·玛姬裘克透露，最困难的两个场景是她在吊船上做爱的场景（她不得不将假阴茎放入阴道）“我之前一整晚都没睡，”尤莱亚·玛姬裘克克回忆道。

## 评论
视与听将这部电影描述为“老掉牙的软色情片”，主要原因是“这是一部一次性可以看到很多性感屁股的电影，或者根据导演丁度·巴拉斯的说法，那些屁股是灵魂的窗户。” 